# Ataque del Aeropuerto Bishop de 2017
El Ataque del Aeropuerto Bishop de 2017 fue un incidente ocurrido en el Aeropuerto Internacional Bishop, en Flint, Estados Unidos, el 21 de junio de 2017 cuando el teniente de la policía del aeropuerto, Jeff Neville, fue apuñalado gravemente en el cuello al grito de "Alláhu Akbar" —Alá es grande— por un hombre identificado como Amor Ftouhi. El aeropuerto fue evacuado y los perros detectores de explosivos empezaron a buscar objetos sospechosos, pero, no encontraron nada. El FBI confirmó horas después que estaba tratando el incidente como un acto terrorista.

## Ataque
El 21 de junio de 2017, alrededor de las 9:45 a. m., un hombre identificado como Amor Ftouhi apuñaló en el cuello al policía Jeff Neville al grito de —Alá es Grande— y a continuación exclamó: —Ustedes han matado gente en Siria, Irak y Afganistán y todos vamos a morir".—. Después, el atacante fue arrestado por compañeros del oficial atacado.
El oficial tuvo que ser llevado al hospital donde ingresó en cirugía y su condición mejoró de crítica a estable.

## Atacante
El sospechoso es Amor Ftouhi, un camionero de 49 años nacido en Túnez en 1968, que vivió en Montreal, Quebec, Canadá y entró a los Estados Unidos el 16 de junio de 2017 en Champlain, Nueva York. El agente del FBI encargado de informar a los periodistas llamó lobo solitario al atacante y precisó que después del ataque el hombre exclamó—Ustedes han matado gente en Siria, Irak y Afganistán y todos vamos a morir".— y que les preguntó a los oficiales porqué no lo mataron. Fue acusado federalmente de violencia en un aeropuerto internacional y podría pasar hasta 20 años en prisión. El arma fue descrita como un cuchillo de 12 pulgadas que tenía una hoja dentada de 8 pulgadas etiquetada como de tipo "selva amazónica de supervivencia".
Los agentes canadienses también allanaron su apartamento en Montreal e interrogaron a tres personas.
Amigos y asociados describieron a Amor Ftouhi como "un tipo tranquilo" y "una persona agradable" que era "socialmente positivo".
Documentos de la corte dicen que Ftouhi dijo a los investigadores que había planeado matar a un oficial de policía y luego tomar el arma del oficial para matar a más oficiales. Los documentos también revelaron que Ftouhi suscribió la ideología de Osama bin Laden y que celebró los ataques del 11 de septiembre de 2001. También dijo que él considera a los EE. UU. un enemigo de Alá y que otros como él estaban llegando a dañar al país lo que supuso que el hombre tenía relación con Al Qaeda.

## Reacciones
El procurador general de los Estados Unidos, Jeff Sessions emitió una declaración sobre el incidente:

"Quiero asegurar que todas nuestras fuerzas policiales en toda la nación; cualquier ataque a alguien, ellos protejeran a nuestros ciudadanos los atacantes serán investigados y procesados hasta el máximo de la ley. Estoy orgulloso de la rápida respuesta del FBI y de nuestros fiscales federales y su asociación con la policía local y las autoridades canadienses. Nuestras oraciones están con el oficial y su familia para una recuperación completa. "
Jeff Sessions

El ministro canadiense de Seguridad Pública, Ralph Goodale, calificó el incidente como "un ataque atroz y cobarde".
El gobernador de Míchigan, Rick Snyder reaccionó con una serie de tuits:

"Incluso con este ataque, debemos continuar equilibrando nuestra necesidad de mayor seguridad con comprensión y tolerancia".

"Quiero agradecer a todos los oficiales de la ley y primeros socorristas que ayudaron en la escena hoy."

"Me alegra oír que se espera que el teniente Jeff Neville se recupere completamente".
Rick Snyder, @onetoughnerd (en Twitter)

El Centro Islámico Flint le dio al Teniente Neville un cheque por $ 10,000 después de un servicio de oración en el aeropuerto, mientras decía acerca de Ftouhi: —"Está en contra de nuestro Islam, contra nuestro principal, contra todos los valores que tenemos".—